# Онаїву Адо
Онаїву Адо (яп. オナイウ阿道 / англ. Ado Onaiwu; нар. 8 листопада 1995, Камікава, Сайтама, Японія) — японський футболіст, нападник французького клубу «Тулуза» та національної збірної Японії.

## Життєпис

### Ранні роки
Народився родині батька-нігерійця та матері-японки. Футболом почав займатися у другому класі початкової школи. Під час другого року навчання у вищій школі Шочи Фукая брав участь у Всеяпонському чемпіонаті з футболу серед вищих шкіл. Під час навчання на 3-му курсі допоміг команді посісти 3-тє місце (найкраще до цього — 4-те) у футбольному турнірі серед команд Вищих шкіл, зокрема у чвертьфінальному матчі проти середньої школи Сейро відзначився 2-ма голами та 2-ма гольовими передачами. Окрім цього, Онаїву визнали найкращим гравцем вище вказаного турніру.

### «ДЖЕФ Юнайтед Ітіхара Тіба»
У 2014 році приєднався до «ДЖЕФ Юнайтед Ітіхара Тіба». У тому ж сезоні взяв участь у шести матчах чемпіонату та відзначився дебютним голом у Джей-лізі-2, у поєдинку 31-го туру проти «Джираванц Кітакюсю». У 2015 році виходив на поле частіше, провів 33 матчі (переважно на заміну по ходу матчу) та відзначився 3-ма голами.
У 2016 році через виступи на Олімпіаді в Ріо-де-Жанейро залишив розташування команди. Зіграв менше ніж у попередньому сезоні, 23 матчі, але відзначився 6-ма голами.

### «Урава Ред Даймондс»
У 2017 році перейшов до «Урава Ред Даймондс». Дебютним голом за нову команду відзначився 22 червня в поєдинку 2-го раунду Кубку Імператора Японії проти «Івате Грулла Моріоки». Однак у чемпіонаті Японії зіграв лише один матч, 9 липня в поєдинку 18-го туру проти «Альбірекс Ніїґати», в якому вийшов на поле на 39-ій хвилині другого тайму замість Рафаела да Сілви.

### «Ренофа Ямагуті»
У 2018 році перейшов в оренду до «Ренофи Ямагуті». З моменту переходу регулярно грав на позиції центрального нападника. У лютому та березні того ж сезону разом із Паулу Юнічі Танакою (Гіфу) відзначився п'ятьма голами та був одним з найкращих бомбардирів команди. За вище вказаний період «Ренофа Ямагуті» здобула 4 перемоги, 2 нічиї та зазнала 1-єї поразки, а сам Онаїву визнаний MVP гравцем місяця. Досягнув завдання у 10 голів за сезон, поставленої спортивним директором Шімодою Масахіро, 20 травня напередодні 15-го туру «Ойта Трініта». Після цього команда мала 14-матчеву безвиграшну серію в чемпіонаті, і хоча застереження та відмітка проти них стали суворими. 26 серпня в 30-му турі проти «Омії» відзначився першим хет-триком у професіональній кар'єрі. Загалом відзначився 22-ма голами, завдяки чому став другим найкращим бомбардиром Джей-ліги 2.

### «Ойта Трініта»
Отримав декілька пропозицій продовження кар'єри й у 2019 році відправився в оренду до «Ойта Трініта». Дебютним голом за нову команду відзначився у 7-му турі Джей-ліги проти «Вегалти Сендай». 10 серпня в матчі 22-го туру Джей-ліги проти «Віссел Кобе» відзначився 10-им голом у чемпіонаті. Після цього забитими м'ячами не відзначався, але незважаючи на це став найкращим бомбардиром команди та допоміг «Ойта Трініті» підвищитися в класі. По закінченні сезону в зв'язку з завершенням орендної угоди залишає команду.

### «Йокогама Ф. Марінос»
У 2020 році перейшов на повноцінній основі до «Йокогама Ф. Марінос». У перший рік перебування в команді основним гравцем не був, відзначився 4-ма голами в 24-ох матчах, але наступного сезону став основним центральним нападником команди. 1 травня 2021 року в переможному поєдинку Джей-ліги 1 проти «Токіо» відзначився хет-триком. У 20-ти зіграних матчах відзначився 12-ма голами, після чого чемпіонат перервали.

### «Тулуза»
18 липня 2021 року французька щоденна газета La Dépêche du Midi повідомила, що «Йокогама Ф. Марінос» та клуб французької Ліги 2 «Тулуза» домовилися про трансфер нападника. Наступного дня, 19 липня (20-те за японським часом) «Тулуза» та «Йокогама Ф. Марінос» офіційно оголосили про перехід гравця. 24 липня дебютував за нову команду у матчі першого туру Ліги 2 проти «Аяччо».

## Кар'єра в збірній
у 2014 році дебютував у складі юнацької збірної Японії (U-19).
З 2015 по 2016 рік також викликався до збірної Японії (U-23) в кваліфікації олімпійського футбольного турніру в Ріо та допоміг виграти фінальну кваліфікацію (молодіжний чемпіонат Азії 2016 року). Незважаючи на початкове непотрапляння до заявки на Олімпійські ігри в Ріо 2016 років, згодом додатково зареєстрований після заявки Судзукі Мусасі.
У листопаді 2019 року був вперше заявлений за національну збірну Японії на Кубок виклику Кірін, але на турнірі не зіграв жодного матчу.
6 червня 2021 року через травму Осако Юї довикликаний до збірної Японії для участі у 2-му азійському кваліфікаційному раунді чемпіонату світу 2022 року та кваліфікації Кубку Азії 2023 року. 11 червня, майже через півтора року від першого вкилику, дебютував за збірну Японії на Кубку виклику Кирін проти Сербії. 15 червня, у своєму другому матчі за збірну, відзначився хет-триком у переможному поєдинку другого кваліфікаційного раунду кубку Азії проти Киргизстану.

## Статистика виступів

### Клубна
Станом на 1 серпня 2021.
| Клуб                  | Сезон        | Ліга         | Ліга  | Ліга | Кубок | Кубок | Кубок ліги | Кубок ліги | Континентальні | Континентальні | Інші  | Інші | Total | Total |
| Клуб                  | Сезон        | Дивізіон     | Матчі | Голи | Матчі | Голи  | Матчі      | Голи       | Матчі          | Голи           | Матчі | Голи | Матчі | Голи  |
| --------------------- | ------------ | ------------ | ----- | ---- | ----- | ----- | ---------- | ---------- | -------------- | -------------- | ----- | ---- | ----- | ----- |
| «ДЖЕФ Юнайтед»        | 2014         | Джей-ліга 2  | 6     | 1    | 2     | 1     | —          | —          | —              | —              | —     | —    | 8     | 2     |
| «Джей-ліга U-22»      | 2014         | Джей-ліга 3  | 2     | 0    | —     | —     | —          | —          | —              | —              | —     | —    | 2     | 0     |
| «ДЖЕФ Юнайтед»        | 2015         | Джей-ліга 2  | 33    | 3    | 2     | 0     | —          | —          | —              | —              | —     | —    | 35    | 3     |
| «ДЖЕФ Юнайтед»        | 2016         | Джей-ліга 2  | 23    | 6    | 1     | 0     | —          | —          | —              | —              | —     | —    | 24    | 6     |
| «Урава Ред Даймондс»  | 2017         | Джей-ліга 1  | 1     | 0    | 3     | 1     | 0          | 0          | 2              | 0              | 1     | 0    | 7     | 1     |
| «Ренофа Ямагуті»      | 2018         | Джей-ліга 2  | 42    | 22   | 2     | 0     | —          | —          | —              | —              | —     | —    | 44    | 22    |
| «Ойта Трініта»        | 2019         | Джей-ліга 1  | 31    | 10   | 3     | 0     | 5          | 0          | —              | —              | —     | —    | 39    | 10    |
| «Йокогама Ф. Марінос» | 2020         | Джей-ліга 1  | 24    | 4    | —     | —     | 2          | 0          | 6              | 4              | 1     | 0    | 33    | 8     |
| «Йокогама Ф. Марінос» | 2021         | Джей-ліга 1  | 20    | 12   | 0     | 0     | 7          | 3          | —              | —              | —     | —    | 27    | 15    |
| «Тулуза»              | 2021–22      | Ліга 2       | 2     | 0    |       |       |            |            |                |                |       |      |       |       |
| Career total          | Career total | Career total | 182   | 58   | 13    | 2     | 14         | 3          | 8              | 4              | 2     | 0    | 221   | 67    |

1. ↑  Матчі в Кубку Імператора
2. ↑  Матчі в Кубку Джей-ліги
3. ↑  Матчі в Лізі чемпіонів АФК
4. ↑  У тому числі матчі в Суперкубку Японії, Кубку банку Суруга та Клубному чемпіонаті світу

### Голи за збірну
| №  | Дата           | Стадіон                        | Суперник   | Рахунок | Результат | Змагання                           |
| -- | -------------- | ------------------------------ | ---------- | ------- | --------- | ---------------------------------- |
| 1. | 15 червня 2021 | Панасонік Суйта, Суйта, Японія | Киргизстан | 1–0     | 5–1       | кваліфікація чемпіонату світу 2022 |
| 2. | 15 червня 2021 | Панасонік Суйта, Суйта, Японія | Киргизстан | 2–0     | 5–1       | кваліфікація чемпіонату світу 2022 |
| 3. | 15 червня 2021 | Панасонік Суйта, Суйта, Японія | Киргизстан | 3–0     | 5–1       | кваліфікація чемпіонату світу 2022 |

## Досягнення

### У клубі
Урава Ред Даймондс
- Ліга чемпіонів АФК:
  -  Переможець (1): 2017
- Кубок банку Суруга:
  -  Володар (1): 2017

Тулуза
- Кубок Франції:
  -  Володар (1): 2022-23

### У збірній
олімпійська збірна Японії
- Молодіжний чемпіонат Азії
  -  Володар (1): 2016